# كين كوتارجي
كين كوتارجي (باليابانية: 久夛良木 健) هو الرئيس السابق والمدير التنفيذي لشركة سوني كمبيوتر انترتينمنت وهي القسم الخاص بألعاب الفيديو في شركة سوني. معروف بكونه «الأب الروحي للبلاي ستيشن».
قبل ذلك كان قد صمم معالج الصوت لجهاز سوبر نينتندو إنترتينمنت سيستم، كما صمم شريحة دارة التكامل الفائق التي كانت تعمل بالاقتران مع وحدة المعالجة المركزية الخاصة بجهاز بلاي ستيشن 1 في عملية تصيير الرسومات.

## السيرة الذاتية
ولد كين كوتارجي في طوكيو ، اليابان . والداه -الذان لم يكونا ثريان بالمعايير اليابانية- كانا يملكان مصنع طباعة صغير في المدينة. في مرحلة الطفولة شجعاه على استكشاف قدراته الميكانيكية في المصنع وكان يعمل بعد المدرسة هناك. أيضا كان متفوقا في دراسته.

## عالم ألعاب الفيديو
بدأ اهتمام كوتارجي بألعاب الفيديو في الثمانينات عندما كان يشاهد ابنته تلعب بجهاز نينتندو إنترتينمنت سيستم حيث أدرك الفرص الموجودة في عالم ألعاب الفيديو. كان حينها يعمل في شركة سوني والتي كان المدراء التنفيذيين فيها لديهم القليل من الاهتمام بألعاب الفيديو. في ذلك الوقت أعلنت نينتندو عن حاجتها لشريحة صوت لنظامها الجديد. قبل كوتارجي على الفور وقام بتصميم الشريحة لنينتندو بشكل سري، عندما اكتشف المدراء التنفيذيين في سوني الأمر كانوا غاضبين، لكن فقط بمساعدة الرئيس التنفيذي لشركة سوني في ذلك الوقت نوريو أوهجا استطاع كوتارجي إكمال المشروع والحفاظ على وظيفته .